# 香員宅
香員宅，是台灣宜蘭縣冬山鄉的一個傳統地域名稱，位於該鄉中部偏東。相較於今日行政區，其範圍大致與香和村相近。

## 歷史
台灣清治末期，香員宅地區為一街庄，稱為「香員宅庄」，隸屬於紅水溝堡。該庄北與補城地庄為鄰，東北與奇武荖庄為鄰，東邊及南邊東段與阿兼城庄為鄰，南邊西段、西邊及西北邊為冬瓜山庄。
1901年（日治明治三十四年）11月，廢縣廳改設二十廳，該庄隸屬於宜蘭廳，編入第十一區。1905年（明治三十八年）7月，第十一區改名「紅水溝區」。1909年（明治四十二年）10月，合併二十廳為十二廳，該庄仍隸屬於宜蘭廳。1920年（大正九年），廢十二廳改設五州二廳，該庄改制為「香員宅」大字，隸屬於臺北州羅東郡冬山庄。
戰後冬山庄改制為冬山鄉，隸屬於臺北縣，大字改制為村。1950年10月，北、基、宜分治，冬山鄉改隸屬於宜蘭縣。

## 聚落
本地區發展較早的聚落有香員宅、里腦、阿兼城（西半部）等，在日治期初期的官方地圖上已有記載。此外，本地區尚有鴨母埤聚落。

## 交通
台鐵宜蘭線是台灣東北部鐵路幹線，大致以西北—東南走向經過香員宅地區。境內未設站，北側最近的是冬山車站，屬二等站，停靠部分莒光號、復興號、區間快車，以及全部的區間車；南側最近的是新馬車站，屬招呼站，僅停靠區間車。由此等可前往台鐵沿線各站。
省道台9線（冬山路一段）又稱「東部幹線」，是台北經東台灣至屏東楓港的幹道，大致以西北西—東南東走向轉西北—東南走向經過本地區北部，並位於鐵路南側。由該道路向西北西可前往冬山市區、羅東、五結西北部、宜蘭、礁溪、頭城西南部、坪林等地，向東南可前往蘇澳、南澳、秀林、新城、花蓮等地。
鄉道宜30線（成興路）是蚊子坑至成興的道路，大致以西南—東北走向轉西南西—東北東走向經過本地區北部邊界地帶。由該道路向西南經冬山市區轉西北西可前往太和、員山、鹿埔、阿里史並止於鄉道宜46線路口，向東北東可前往補地城與奇武荖交界地帶、隆恩、成興與猴猴交界地帶、下清水西南部並止於省道台2線路口。
鄉道宜39線（香中路）是冬山至武荖坑的道路，其西北側端點位於本地區西部省道台9線路口。由此向東南出境後，轉南南東可前往阿兼城、新城西南部邊界地帶並止於省道台9線另一路口。

## 學校
- 慈心華德福教育實驗高中